# William Wrede

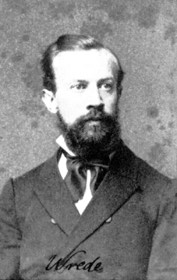
Fotografía de Wilhelm Wrede en blanco y negro.

Wilhelm Wrede (1859 - 1906) fue un teólogo alemán que destacó por ser el autor del movimiento de búsqueda del Jesús histórico.
En su obra El secreto mesiánico en el evangelio de Marcos (1901) hace ver que este evangelio sigue una estructura según un interés teológico y catequético. Por tanto no es de carácter histórico, en el sentido moderno de la palabra. Según su tesis, Jesús no tenía la conciencia mesiánica que le atribuye la comunidad cristiana del entorno de Marcos, de ahí que recurran al recurso literario del "secreto mesiánico" por el cual Jesús prohibía a sus discípulos decir que era el mesías.
Esta obra elimina la posibilidad de tratar el evangelio de Marcos como una fuente histórica, al igual que había ocurrido anteriormente con los otros tres evangelios. Este hecho fue determinante al dejar a la Escuela Liberal (Ernest Renan, Bernhard Weiss, Adolf von Harnack) sin herramientas en la reconstrucción del Jesús histórico. Marcó las bases para el desarrollo del escepticismo que tuvo lugar en los últimos años de la antigua búsqueda del Jesús histórico.

## Obra
- El secreto mesiánico en el evangelio de Marcos (Göttingen, 1901)

- El contenido de este artículo incorpora material de una entrada de la Enciclopedia Libre Universal, publicada en español bajo la licencia Creative Commons Compartir-Igual 3.0.

- Datos: Q77830
- Multimedia: William Wrede / Q77830